# Janna van Kooten
Janna van Kooten (14 de agosto de 2004) es una deportista neerlandesa que compite en natación, especialista en el estilo libre. Ganó una medalla de oro en el Campeonato Mundial de Natación de 2024 y una medalla de oro en el Campeonato Europeo de Natación de 2022.

## Palmarés internacional
| Campeonato Mundial | Campeonato Mundial | Campeonato Mundial | Campeonato Mundial |
| Año                | Lugar              | Medalla            | Prueba             |
| ------------------ | ------------------ | ------------------ | ------------------ |
| 2024               | Doha (Catar)       | Medalla de oro     | 4 × 100 m libre    |
| Campeonato Europeo |                    |                    |                    |
| Año                | Lugar              | Medalla            | Prueba             |
| 2022               | Roma (Italia)      | Medalla de oro     | 4 × 200 m libre    |